# Cécile Bruyère
Pour les articles homonymes, voir Bruyère (homonymie).
Cécile Bruyère (1845-1909), est une religieuse catholique française, première abbesse de l'abbaye Sainte-Cécile de Solesmes et figure marquante de l'histoire de la spiritualité française de la fin du XIXe siècle et du début du XXe. Cécile est son prénom de religion, alors qu'au siècle elle s'appelait Jeanne-Henriette, d'où son surnom "Jenny".

## Biographie
Elle est la petite-fille de Louis Bruyère, d’Elise Bruyère et de l'architecte Jean-Jacques-Marie Huvé, de l'Institut.
Fille spirituelle de Dom Guéranger, elle fonde en 1866 à Solesmes le premier monastère féminin de la Congrégation bénédictine de France (qui deviendra la « Congrégation de Solesmes »). Nommée abbesse à 24 ans par le pape Pie IX le 20 juin 1870, alors que son monastère lui-même n'était qu'un prieuré. Il faut probablement y voir un geste de largesse et de remerciement du pape envers Dom Guéranger qui avait tant fait au moment du concile Vatican I en faveur de la définition du dogme de l'Infaillibilité pontificale.
Sa pensée et sa doctrine spirituelle, héritée entièrement de Dom Guéranger mais présentée avec la finesse et la pertinence d'une femme qui a longuement médité et pratiqué la vie bénédictine est bien résumée dans un livre de nombreuses fois réédité en plusieurs langues et toujours très actuel : La vie spirituelle et l'oraison, d'après la Sainte Écriture et la tradition monastique.
Elle y explique la primauté de la liturgie dans la vie religieuse, en développant spécialement la grâce spécifique issue du sacrement du baptême. Ses moniales apprennent le latin et chantent en grégorien, ce qui n'était absolument pas courant à l'époque.
Elle meurt en 1909 en exil en Angleterre, où les lois anti-religieuses du début du XXe siècle l'ont forcée à se réfugier avec toutes ses moniales.

## Œuvres
- La vie spirituelle et l'oraison  (ISBN 2-85274-085-0)